# Ногейра (Брага)
Ногейра (порт. Nogueira; МФА: [nu.ˈgɐj.ɾɐ]) — парафія в Португалії, у муніципалітеті Брага. Розташована в північно-західній частині країни, на теренах історичної португальської провінції Дору-Міню. Входить до складу округу Брага. За адміністративним поділом, чинним до 1976 року, терени парафії були складовою провінції Міню. Належить до Бразької архідіоцезії Католицької церкви. Патрон — Іван Хреститель. Площа — 5,2203 км². Населення — 5924 ос. (2011). Сильно урбанізований регіон. Густота населення — 1134,8 осіб/км²
. Код — 030328.

## Населення
| Кількість мешканців | Кількість мешканців | Кількість мешканців | Кількість мешканців | Кількість мешканців | Кількість мешканців | Кількість мешканців | Кількість мешканців | Кількість мешканців | Кількість мешканців | Кількість мешканців | Кількість мешканців | Кількість мешканців | Кількість мешканців | Кількість мешканців |
| ------------------- | ------------------- | ------------------- | ------------------- | ------------------- | ------------------- | ------------------- | ------------------- | ------------------- | ------------------- | ------------------- | ------------------- | ------------------- | ------------------- | ------------------- |
| 1864                | 1878                | 1890                | 1900                | 1911                | 1920                | 1930                | 1940                | 1950                | 1960                | 1970                | 1981                | 1991                | 2001                | 2011                |
| 429                 | 635                 | 637                 | 463                 | 500                 | 470                 | 411                 | 579                 | 844                 | 1 542               | 2 304               | 3 428               | 4 188               | 4 815               | 5 924               |